# Rapporto Vrba-Wetzler
Il Rapporto Vrba–Wetzler, conosciuto anche come i Protocolli di Auschwitz, è la trascrizione della relazione redatta da Rudolf Vrba e Alfréd Wetzler, due detenuti evasi dal campo di concentramento di Auschwitz. Essendo stato scritto nell'aprile 1944, è il primo documento in assoluto sui campi di concentramento nazisti.

## Storia
Il 7 aprile 1944 due giovani ebrei slovacchi, Walter Rosenberg (che prenderà il nome di battaglia di Rudolf Vrba) e Alfréd Wetzler, riuscirono ad evadere da Auschwitz. I due si erano conosciuti nel campo, Rosenberg (nato nel 1924), esule a Budapest, fu arrestato il 14 giugno 1942, all'età di 18 anni, nella capitale ungherese; arrivò ad Auschwitz il 29 giugno. Gli venne assegnato il ruolo di raccolta dei "dati personali" degli altri prigionieri. Tutti i reclusi erano contraddistinti da un triangolo colorato cucito sulla casacca, sotto il numero di immatricolazione. La prima lettera indicava la nazionalità del prigioniero (per esempio, la «P» significava Polonia). I triangoli erano di colori diversi:
- rosso = prigionieri politici in carcerazione cautelare;
- verde = delinquenti comuni;
- nero = "imboscati" (lavativi sul lavoro), "antisociali" (soprattutto russi);
- rosa = omosessuali;
- viola = Testimoni di Geova.

Assistere alla morte atroce cui venivano destinati uomini, donne e bambini innocenti sconvolse il giovane prigioniero. Vrba decise di scrivere in segreto un dettagliato rapporto in cui riportò le statistiche dettagliate dei morti e la loro nazionalità. Poi, a partire dall'inizio del 1944, cominciò ad elaborare assieme a un altro prigioniero slovacco, Alfred ("Fred") Wetzler (nato nel 1918), un piano di fuga. I due giovani dovevano far conoscere ai governi europei il terribile massacro che il regime nazista stava perpetrando «su scala industriale».
Per ingannare le guardie, i due si nascosero all'interno del campo per tre giorni. Sapevano che i fuggiaschi venivano ricercati al di fuori del campo per quell'intervallo di tempo. Scaduti i tre giorni, la notte del 10 aprile avvenne l'evasione. Dopo una fuga a piedi di quasi tre settimane, durante la quale i due fuggiaschi rischiarono più volte di essere catturati, giunsero salvi in madrepatria.
La mattina del 21 aprile passarono la frontiera con la Cecoslovacchia. Quattro giorni dopo s'incontrarono a Žilina con i responsabili del consiglio ebraico slovacco. Vrba illustrò le statistiche che aveva raccolto e mostrò alcuni disegni, tra cui una mappa del campo di concentramento. I dirigenti rimasero sconvolti dal loro racconto. Chiesero ai due giovani di mettere per iscritto le loro memorie. Vennero ospitati in due camere diverse. Walter e Alfred scrissero separatamente la propria relazione, in maniera che ciascuno raccontasse i fatti secondo il proprio punto di vista. Dalle due relazioni nacque un rapporto: il primo documento sull'esistenza della Shoah.
Il Rapporto Vrba (questo è il nome maggiormente utilizzato) consta di una quarantina di fogli ed è diviso in tre parti: le parti I e III sono state scritte separatamente, mentre la parte II fonde le due testimonianze. Argomento principale della relazione è il funzionamento dei campi. Il rapporto contiene la numerazione progressiva dei contingenti di prigionieri che arrivavano a Birkenau; inizia con un convoglio di 1200 ebrei francesi, che portarono i numeri da 27.400 a 28.600, e giunge, nel marzo 1944, al numero 174.000.

Oltre ai numeri, il rapporto contiene la nazionalità dei prigionieri e l'indicazione della loro triste fine. Alcuni furono gasati all'arrivo, altri furono impiegati nei lavori forzati e fatti morire di stenti o di malattie.
Vrba ha anche disegnato numerose mappe, tra cui la piantina dei campi di Auschwitz e Birkenau e l'edificio che ospitava le camere a gas.
Il rapporto contiene anche una lista dei differenti convogli ferroviari che, da tutt'Europa, giungevano sulla rampa di Birkenau (il terminale dei treni che arrivavano al campo di concentramento).
Il "rapporto Vrba-Wetzler" iniziò a circolare tra il 27 e il 28 aprile 1944. La speranza di Vrba e Wetzler era che gli ebrei ungheresi si rivoltassero contro le SS prima che fossero caricati sui treni della morte. Purtroppo 400.000 di loro (su un milione) non si salvarono.
Nel 1963 Rosenberg pubblicò un libro di memorie: I cannot forgive, in cui ricostruì tutta la sua esperienza di deportato.

## "Il rapporto" nei processi ai nazisti
Il rapporto fu citato come prova dei crimini nazisti in diversi processi del dopoguerra. Il primo uso del rapporto viene fatto dall'accusa al più importante Processo di Norimberga, ovvero quello ai gerarchi nazisti (dal 20 novembre 1945 al 1º ottobre 1946), e verrà allegato come prova agli atti processuali. Ai processi tenuti a Norimberga comunque sia Vrba sia Wetzler non verranno mai sentiti come testimoni e non verranno tantomeno mai convocati.

Quindici anni dopo il rapporto verrà citato al Processo ad Adolf Eichmann tenutosi a Gerusalemme nel 1961. Ancora una volta anche a questo processo non ci sarà nessuna deposizione di Vrba. A Vrba non verrà concesso di rendere la propria testimonianza «se non con una memoria resa per procura all'ambasciata israeliana a Londra», infatti la richiesta del giudice Benjamin Halevi rimase inevasa, fu il solo giudice a chiedere che Vrba venisse sentito al processo come teste.

Il rapporto verrà usato nel Processo di Francoforte tenutosi a Francoforte sul Meno fra il 1963 ed il 1965 per 22 imputati accusati dei crimini commessi nel campo di concentramento di Auschwitz fra il 1940 ed il 1945. In uno di quei processi e precisamente nel 1964, Rudolf Vrba sarà sentito anche come testimone.

Infine nel 1985 Vrba testimonierà al processo tenutosi a Toronto in Canada contro il negazionista Ernst Zündel.

## Diffusione
Il rapporto, stampato a nome del Consiglio ebraico slovacco, fu tradotto in varie lingue, prima nell'Europa centro-orientale e poi nel Bosforo, in Svizzera, a Londra, a Roma e negli Stati Uniti. Venne proposto alla radio dall'inglese BBC e, nel Nordamerica, fu ripreso dal «New York Times». In una delle prime edizioni comparve una postfazione rivolta agli Stati maggiori delle aviazioni alleate in cui si chiedeva di bombardare la linea ferroviaria Vienna-Cracovia. Quando il rapporto uscì, il nome “Auschwitz” era del tutto sconosciuto all'opinione pubblica mondiale. Il Rapporto Vrba-Wetzler fu il primo documento a rendere noto quello che oggi è considerato il più noto campo di concentramento nazista.

Il nome con cui il rapporto è oggi conosciuto rappresenta un ironico richiamo a un celebre falso della polizia zarista, Protocolli dei Savi di Sion, libro di riferimento dell'antisemitismo. 

## Critiche
Il documento non è esente da errori. Contiene alcuni errori di stima e indicazioni imprecise. In particolare alcune cifre sono in eccesso: i due autori stimano che da aprile 1942 ad aprile 1944 (la fuga) siano stati uccisi 1.750.000 ebrei. Alla luce delle ricerche condotte nel dopoguerra dagli storici, tale cifra appare oggi sovradimensionata.
Nel corso di un processo tenutosi nel 1985, Vrba ammise, sotto giuramento, di non aver mai assistito personalmente ad una gasazione, e di essersi concesso, nella sua narrazione, varie "licenze poetiche".

## Edizioni
L'edizione presa in esame, uscita nel 2008, è la traduzione della versione inglese del 2002 del rapporto, edita con il titolo: I Escaped from Auschwitz.
- Rudolf Vrba, I protocolli di Auschwitz, traduzione di Stefania De Franco, collana Biblioteca Universale Rizzoli, Rizzoli, 2008,  p. 156, ISBN 978-88-17-02106-7.